# Otyń (plaats)
Otyń is een dorp in de Poolse woiwodschap Lubusz. De plaats maakt deel uit van de gemeente Otyń en telt 1.200 inwoners.

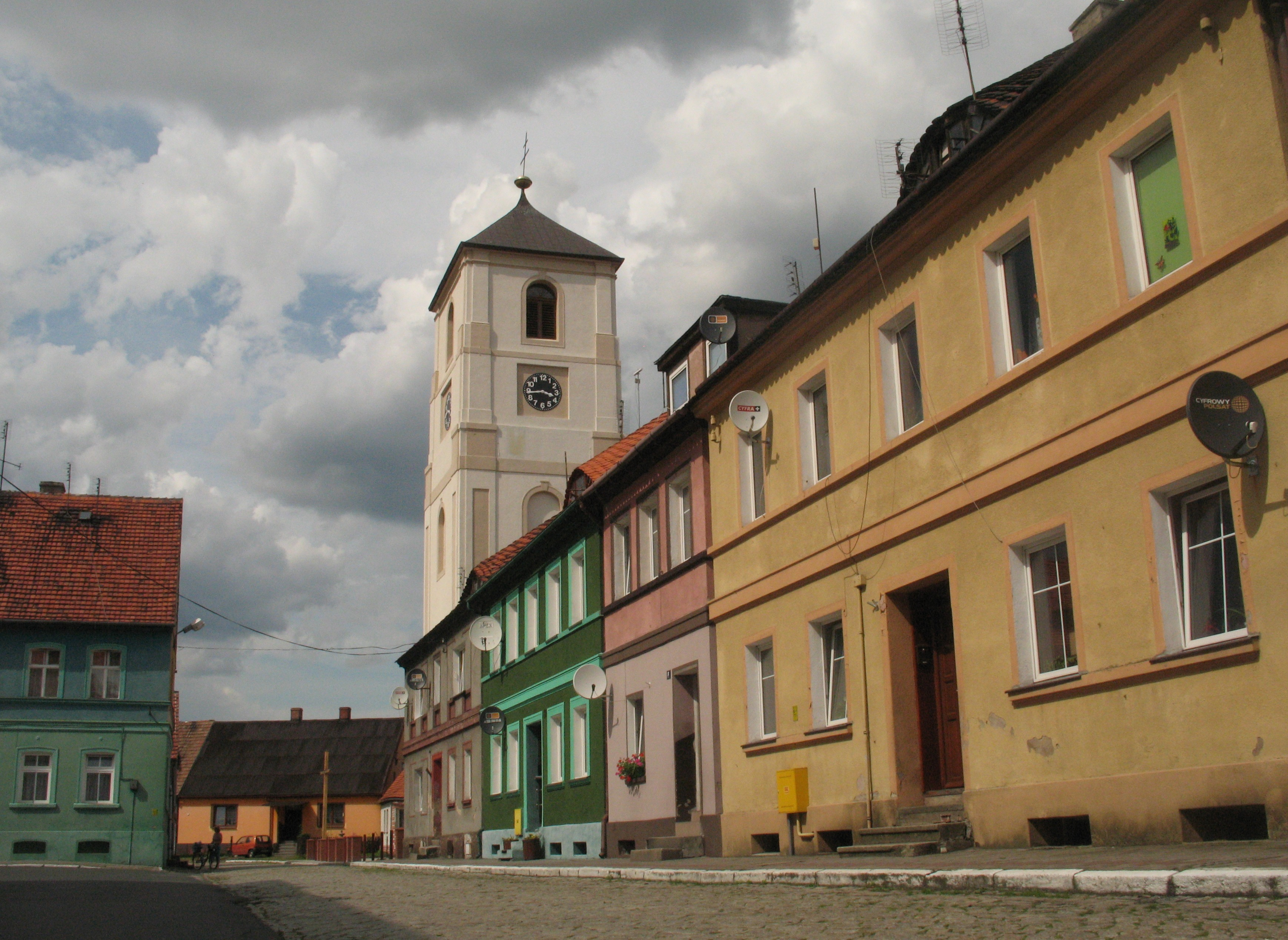

## Verkeer en vervoer
- Station Otyń